# Robin Hood: Legenda Sherwoodu
Robin Hood: Legenda Sherwoodu je počítačová hra vytvořená roku 2002 společností Spellbound Studios.
Hráč v ní hraje za zbojníka Robina Hooda a jeho družiníky Willa Scarleta, Stutelyho, Malého Johna, Bratra Tucka, krásnou lady Marianu a pár dalších družiníků, kterých můžete mít mnoho a mají různá jména.

## Příběh hry
Na přelomu 12. a 13. století se Robin Hood vypravil na křižácké tažení s králem Richardem Lvím srdcem. Když se po dlouhé době vrátil do rodného Locksley, zjistil, že princ Jan s šerifem z Nottinghamu plánují spiknutí proti právoplatnému králi Richardovi. Hood osvobodí několik svých přátel, kteří ho zavedou ho do Sherwoodského lesa.
Král Richard však byl zajat a Robin Hood potřebuje shromáždit 100 000 liber, aby ho mohl z vězení vyplatit.

### Mise
Hra je rozdělena na jednotlivé mise, které hráč prochází a tím zjišťuje příběhovou zápletku. 
1. Robin přichází do Lincolnu a neúspěšně hledá Sira Godwina
2. Robin zachraňuje v Nottighamu Stuteleyho a další zbojníky
3. Hráč projde obě následující mise, ale v různém pořadí podle toho, kudy odešel z 2. mise
  1. Záchrana Willa Scarleta v Leicesteru
  2. Kontakt s Marianou v Nottinghamu
4. Rozhovor prince Jana v Derby
5. Záchrana Malého Johna v lese
6. Kontakt se Sirem Ranulphem v Leicesteru
7. Osvobození Sira Godwina v Lincolnu
8. Záchrana bratra Tucka z Derby
9. Lukostřelecká soutěž v Nottinghamu
10. Získání nadvlády nad Derby
11. Záchrana Mariany z její svatby v Yorku
12. Robin zajat v Nottinghamu
13. Zpráva o zajatém Richardu Lvím Srdci - York
14. Získávání nadvlády nad Yorkem
15. Zajmutí prince Jana - Nottingham

Mezi jednotlivými misemi jsou navíc ještě vedlejší mise v lesích, které jsou ale ve velké míře povinné. V rámci některých misí je možné získat korunovační klenoty a odnést si je na svou základnu. Pokud jich hráč získá všech 7, odemkne se mu speciální zakončení hry. Jsou v misích: 4, 6, 8, 9 (tady jsou dva předměty, ale šíp není korunovačním klenotem), 11, 12, 13.

## Herní Postavy

### Robin Hood
Vůdce zbojníků.
Ve hře disponuje schopnostmi:
- střelba z luku
- omráčit pěstí (jen slabé jednotky, oběť je lehce posunuta ve směru útoku)
- házení měšců, o které se vojáci perou

Bojuje ve městech mečem a v lesích tyčí. Od ležících postav umí krást peníze. Umí skákat a lézt po popínavých rostlinách.

### Stuteley
Postava vymyšlená pro příběh této hry, v jiných verzích se nevyskytuje. 
Jeho schopnosti jsou:
- házení sítí, do kterých se vojáci zamotají a bez pomoci nevylezou
- házení jablka po vojácích
- vydávání se za žebráka

Bojuje malou bojovou sekyrkou. Může svazovat omráčené postavy a odemykat zámky. Umí lézt po popínavých rostlinách.

### Will Scarlet
Robinův synovec. Krvelačný muž s velkou zálibou v zabíjení. Podle některých verzí Robina Hooda zradí.
Ve hře umí:
- střílet z praku a omračovat tak nepřátele
- škrtit
- krýt sebe či někoho jiného před šípy štítem

Bojuje řemdichem, který je v rámci této hry velmi rychlou zbraní. Může zabít omráčené postavy. Stejně jako Robin umí skákat a lézt po popínavých rostlinách.

### Malý John
Podle hry je to vesničan z okraje Sherwoodu, který se po šerifově nájezdu na vesnici rozhodne přidat ke zbojníkům. 
Disponuje schopnostmi:
- omráčit pěstí (všechny až na jezdce na koních, oběť zůstává na místě)
- udělat stoličku a vyzvednout tak družníky, kteří umějí skákat na svá ramena
- pískat a přilákat tak pozornost

Bojuje tyčí, která má velký potenciál nepřátele nezabíjet ale pouze omračovat. Může nosit ležící postavy a budit přátelské omráčené.

### Bratr Tuck
Ve hře se vyskytuje několikrát ještě před tím, než za něj lze hrát. Je farářem v Nottinghamu.
Umí:
- házet vosí hnízda, která rozptylují vojáky
- pokládat pivo, pro které si voják, který ho uvidí dojde a následně se jím opije
- sníst kýtu a tím se vyléčit

Bojuje krátkým palcátem. Může svazovat omráčené vojáky a odemykat dveře.

### Lady Mariana
Ve hře je většinu doby na hradě v Nottinghamu. Občas se setká s Robinem. Po celou dobu je s ním však spřátelená.
Když za ní člověk hraje, tak má možnost:
- střílet z luku
- poslouchat - v okruhu kolem sebe zjistit typy vojáků
- vyléčit spřátelené postavy

Bojuje mečem. Umí okrádat ležící postavy.

### Družník s vidlemi
Ve hře je jich větší množství a všichni umí to samé. Reprezentují méně důležité členy družiny.
Umí:
- házet jablko po vojácích
- léčit zbojníky

Bojuje vidlemi. Může zabíjet omráčené vojáky a odemykat dveře. Umí lézt po popínavých rostlinách.

### Družník se štítem
Ve hře je jich větší množství a všichni umí to samé. Reprezentují méně důležité členy družiny.
Umí:
- střílet z luku
- chránit sebe nebo jiného družníka před šípy

Bojuje mečem. Může svazovat omráčené vojáky. Umí skákat.

### Družník s kyjem
Ve hře je jich větší množství a všichni umí to samé. Reprezentují méně důležité členy družiny.
Umí:
- pískat a tak přilákat vojáky
- sníst kýtu a tak se vyléčit

Bojuje kyjem. Může nosit ležící postavy.

## Vojáci
Vojáci se dělí do typů podle toho jaké mají postavení a zbraň. Mají navíc různé barvy zbroje, které určují jejich houževnatost (v pořadí: modrá - žlutá - oranžová - červená - černá).

### Kopiník
Nejslabší jednotka, s velmi málo životy. Boj s ním je jednoduchý.

### Halapartník
Má o něco málo více životů než kopiník. Jeho sečné útoky jsou účinné a proto je boj s ním lehce složitější. Pokud v raných fázích hry jsou dvě postavy u brány, jsou to s největší pravděpodobností právě halapartníci. Většinou jsou to jednotky, které se příliš nepohybují, pokud tedy nehlídkují na hradbách.

### Štítonoš
Bojuje mečem a útoky ze strany, kde má štít, se jen velmi málokdy setkávají s úspěchem. Umí navíc štít používat jako krytí před šípy. V tu chvíli často kryje i lukostřelce.

### Lukostřelec
Střílí z luku na větší vzdálenost. Bojovat na blízko neumí v podstatě vůbec a je tedy žádoucí se k němu dostat co nejrychleji.

### Kušník
Střílí z kuše na větší vzdálenost. Kuše se nabíjí déle než luk, ale po výstřelu ubírá více životů. Navíc se šipce z kuše nelze na rozdíl od šípu z luku vyhnout pouhým pohybem. V boji na blízko je dosti lepší než lukostřelec, rozhodně však ne dobrý.

### Velitel
Organizuje ostatní vojáky. Pokud se něco děje, rozděluje rozkazy. Vojáci s problémy chodí k němu. Pokud je někde pochodující rota vojáků, on je většinou v jejím čele. Boj s ním je náročný.

### Rytíř
Velmi silná jednotka, která bojuje jedenapůlručním mečem. Dokáže ubrat skoro všechny životy na jednu ránu. Často hlídají důležitá místa a bývají samostatně. Většina schopností proti nim kvůli jejich silné zbroji nefunguje.

### Jezdec
Nejsilnější jednotka. Útoky má velmi silné a často útočí s rozjezdem, takže je při takovém jeho útoku nemožné ho zranit. Bojuje řemdichem. Vidí velmi daleko a rychle se pohybuje. Pokud je omráčen, rychle se probere. Jeho jedinou zásadní nevýhodou je, že pro něj je nemožné dostat se do interiérů domů.

## Prostředí hry
Hra má mnoho možností a do skoro každé mise si hráč může vzít svou vlastní družinu. Odehrávají se v různých prostředích, během nichž je cílem osvobodit další přátele, odposlouchávat prince Jana nebo vykrádat jeho pevnůstky. Mezi příběhové mise jsou vloženy i další, které zahrnují hlavně přepadávání obchodnických karavan.
V rámci hry se hráč podívá do měst Lincoln, Leicester, Nottingham, Derby a York. V rámci lesa se střídají 3 různé lokace.
Ve hře se samozřejmě hodnotí skóre a počet peněz, také je zde určení počtu ušetřených životů-čím větší je procento, tím víc lidí se k vám přidá.
Hra nabízí tři úrovně obtížnosti a oddělené profily jednotlivých hráčů.
Hra se odehrává v hlubinách Sherwoodu, kde přepadáváte karavany se zlatem, v hlavním městě Yorku, v Leicesteru a Lincolnu, sídlech spojeneckých lordů, v Derby, sídle strašlivého Lorda Scatloka, a konečně v Nottinghamu, sídle šerifa.